# Брун, Ида
Аделаи́да Кароли́на Йоха́нна Брун (дат. Adelaide Caroline Johanne Brun, известная как Ида Брун (дат. Ida Brun), также Ида де Бомбеллес (дат. Ida de Bombelles); 20 сентября 1792, Копенгаген — 23 ноября 1857, Вена) — датская певица, танцовщица и исполнительница классической пантомимы в жанре, известном как мимопластическое искусство. Литературовед Хеннинг Фенгер описал Брун как «стройную классическую блондинку, чьё мимопластическое искусство покорило Европу».

## Биография

### Ранние годы, карьера
Брун родилась в 1792 году в Софиенгольме, родовом поместье в Лингбю. Она была младшей дочерью Константина Бруна, богатого торговца, и Фридерики Брун, писательницы и хозяйки салона. Она была одной из пяти детей, среди её братьев и сестёр были Карл Фридрих Бальтазар Брун (1784—1869), Шарлотта Брун (1788—?) и Августа (Густе) Брун (1790—?). С ранних лет она проявляла способности к пению и танцам благодаря поддержке своей матери, на которую произвели впечатление «аттитюды» (или «живые скульптуры»), разработанные леди Эммой Гамильтон, которую Фридерика видела в Неаполе в 1796 году. Вместе с матерью Ида путешествовала по Германии, Швейцарии и Италии с 1801 по 1810 год. Где бы она не бывала, её обучали пению, музыке и танцам лучшие из возможных преподавателей, и уже в 11 лет она выступала перед Гёте в Йене в 1803 году. В своих выступлениях она деликатно переходила в каждую позу, замирая на несколько секунд, прежде чем грациозно задрапироваться в складки туники, чтобы изобразить классические фигуры, такие как Ифигения, Галатея, Эвридика, Диана, Аврора и Алфея. Её позы запечатлены на рисунках немца Кристофа Генриха Книпа и в стихах Альфонса де Ламартина, а также в переписке матери и в её биографии 1824 года «Idas ästhetische Entwickelung» (рус. «Эстетическое развитие Иды»).
Её представлениями восхищались такие современные художники, как Иоганн Вольфганг фон Гёте, Август Вильгельм Шлегель, Жермена де Сталь, и, особенно, Бертель Торвальдсен. Она стала такой же знаменитой благодаря своим мимическим повадкам, как и сама леди Гамильтон, и её боготворили как идеал искусства все мужчины, посещавшие салоны. Она также была отмечена за своё пение, подражая Анджелике Каталани, одной из выдающихся итальянских оперных певиц того периода. Другие художницы того времени, такие как Генриетта Гендель-Шютц в Германии, также представляли «аттитюд» по схожему принципу.
Мать Брун видела выступление леди Гамильтон в 1796 году, и именно она обучила Брун этому искусству. Хотя по стилю и диапазону выступления Иды были похожи на выступления Гамильтон, Ида включала в них фоновую музыку и повествования. Брун развивала традиции маленьких балетов, выступая без гонораров и зарплаты, поскольку происходила из одной из самых богатых семей Дании. Билеты на её эксклюзивные частные спектакли никогда не продавались. Под давлением выступлений у неё развилась анорексия. С 1806 по 1816 год Брун была одной из главных фигур в салонах, устраиваемых её матерью в Копенгагене, Женеве и Риме.

### Личная жизнь и смерть
В 1816 году она вышла замуж за австрийского посла в Дании, графа Луи Филиппа де Бомбеллеса (1780—1843). Этот брак некоторые расценили как побег. Бомбеллес на удивление не произвел впечатления на свою жену, однако его сильное чувство юмора нравилось Брун. После замужества Брун сосредоточилась на пении до самой смерти мужа в 1843 году, когда она стала подругой вдовы Наполеона, Марии Луизы Пармской, которая умерла в 1847 году. Затем Ида переехала в Вену, где и умерла в 1857 году.

## Память
Торвальдсен взялся давать Брун уроки рисования, но предпочёл, чтобы она пела ему, а он аккомпанировал ей на гитаре. Глубоко впечатлённый красотой и грацией Брун, в 1810 году Торвальдсен изготовил её портретный бюст. Оригинал находится в Музее Торвальдсена, а копия — в Баккехусете, она была воспроизведена в литографии в 1851 году. Мадам де Сталь, подруга матери Брун, писала об Иде в своей работе «О Германии»:
Я уже говорила, что скульптура в целом пострадала от полного забвения искусства танца; единственным образцом этого искусства в Германии является Ида Брун, молодая девушка, чьё социальное положение исключает её из жизни художников. От природы и от матери она получила необыкновенный талант изображать простыми жестами самые трогательные картины или самые прекрасные статуи. Её танцы — это череда эфемерных шедевров, которые так и хочется запечатлеть навечно; а мать Иды запечатлела в своих мыслях всё то, что её ребенок выражает своими движениями... Я видела, как Ида, ещё будучи ребенком, изображала Алфею, собирающуюся сжечь факел, от которого зависит жизнь её сына Мелеагра; она без слов выражала горе, душевную борьбу, страшную решимость матери. Несомненно, её оживлённый взгляд помогал понять, что происходит в её сердце, но искусство менять жесты и артистично драпироваться в пурпурную мантию, которую она носила, производило не меньший эффект, чем её лицо. Она часто подолгу оставалась в одной и той же позе, и каждый раз ни один художник не смог бы придумать ничего лучше той картины, которую она импровизировала. Такой талант уникален.

Оригинальный текст (англ.)I have already said that sculpture in general has suffered by the entire neglect of the art of dancing; the only phenomenon of that art in Germany is Ida Brun, a young girl whose social position excludes her from artist-life. She has received from nature, and from her mother, an extraordinary talent for representing the most touching pictures or the finest statues by simple gestures. Her dancing is just a succession of ephemeral masterpieces, which one longs to fix for ever; and Ida's mother has conceived in her thoughts everything which her child expresses by her movements... I have seen Ida, while still a child, represent Althaea about to burn the torch on which the life of her son Meleager depends; she expressed, without a word, the grief, the mental strife, the terrible resolution of a mother. No doubt her animated looks served to make us understand what was passing in her heart, but the art of varying her gestures, and draping herself artistically in the purple mantle which she wore, produced at least as much effect as her countenance. She frequently remained a long time in the same attitude, and each time no painter could have invented anything better than the picture which she improvised. Such a talent is unique.

Среди других репродукций:
- Эскиз Корнелиуса Хёйера (ок. 1795 г.) (изображает Иду или её сестру).
- Рисунок К. Г. Книпа (1805—10) (Баккехусет).
- Портретная живопись Ф. Ф. фон Хеча (1803) (в частном владении).
- Рисунок Йохана Людвига Лунда (Музей национальной истории в замке Фредериксборг, воспроизведен в резьбе по дереву, 1884).
- Портретные картины Лунда в Риме в нескольких изданиях (1810—11) (Баккехусет и Спаррешольм, последний сгорел ок. 2013 г.).
- Портретная живопись Бернхарда фон Герарда (ок. 1829 г.).
- Дагерротип (23 августа 1847 г.) (Королевская библиотека Дании)
- Портрет работы Г. Н. Хансена (ок. 1894 г.).
- Силуэт, изображающий Брун в возрасте 12 лет.
- Миниатюра.
- Три небольших круглых рисунка Г. Л. Лахде (Королевская библиотека Дании).